# Luňák
Luňák je české jméno několika rodů dravců z čeledi jestřábovitých. V Česku žijí dva druhy rodu Milvus – luňák červený (Milvus milvus) a luňák hnědý (Milvus migrans). V minulosti se jako luňák označovalo mnoho různých ptáků – „sokolovitých dravců“, což přinejmenším v některých případech vzniklo záměnou s (tehdy) náležitým označením luník.
Některé další jestřábovité ptáky v současné češtině nazýváme podobnými jmény luněc a luňákovec.

## Seznam druhů
- rod Lophoictinia
  - luňák australský (Lophoictinia isura)
- rod Hamirostra
  - luňák černoprsý (Hamirostra melanosternon)
- rod Elanoides
  - luňák vlaštovčí (Elanoides forficatus)
- rod Macheiramphus
  - luňák netopýří (Macheiramphus alcinus)
- rod Gampsonyx
  - luňák drobný (Gampsonyx swainsonii)
- rod Ictinia
  - luňák mississippský (Ictinia mississippiensis)
  - luňák šedivý (Ictinia plumbea)
- rod Milvus
  - luňák červený (Milvus milvus)
  - luňák hnědý (Milvus migrans)
- rod Haliastur
  - luňák hvízdavý (Haliastur sphenurus)
  - luňák brahmínský (Haliastur indus)

Jako luňáci se v češtině někdy označují i luňci rodu Rosthramus, tzv. plžojedi:
- luněc bažinný, zvaný také plžojed bažinný, luňák bažinný, luňák hlemýždí nebo luňák floridský (Rosthramus sociabilis)
- luněc bělooký, zvaný také plžojed bělooký, luňák bělooký nebo luňák úzkozobý (Rostrhamus hamatus, někdy vyčleňován do zvláštního rodu jako Helicolestes hamatus)